# Achterwehr
Achterwehr település Németországban, Schleswig-Holstein tartományban. Lakosainak száma 1011 fő (2023. december 31.).

## Fekvése
A B 202-es úton, a Westensee-t és a Flemhuder See-t összekötő Eider mellett fekvő település.

## Földrajza
Nagy területen az önkormányzathoz tartozik a Westensee Natúrpark. A falu szélén kanyarog az Eider folyó is.

## története
Achterwehr nevét 1375-ben említette először oklevél. 1900-ban Achterwehrnek 229 lakosa volt, valamint egy  posta, 1 gőz fűrésztelep, 1 vendéglő, 1 bolt, 1 kovács és 5 kézműves volt ekkor a településen,  a lakosság többsége pedig a helyi birtokon dolgozott.
Mai kastélya 1802-ben épült, első tulajdonosa O. J. D. Wulff volt. A kastélyt 1948 óta a használja a Mezőgazdaságtudományi és Növénynemesítési Intézet és a KielimChristian-Albrechts Egyetem mint kísérleti farmot. 

## Nevezetességek
- Westensee Naturpark - a település közelében található.

## Galéria

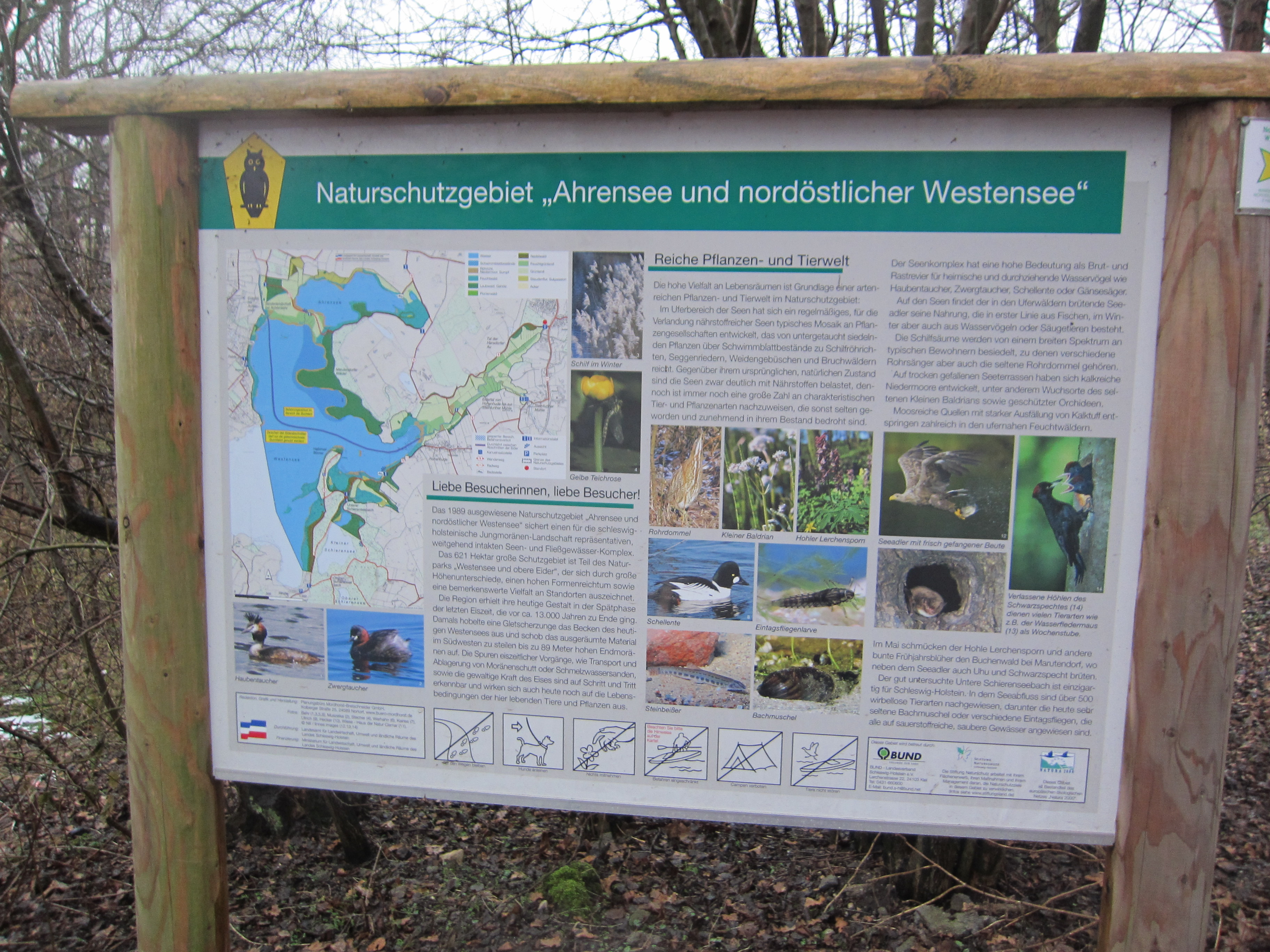
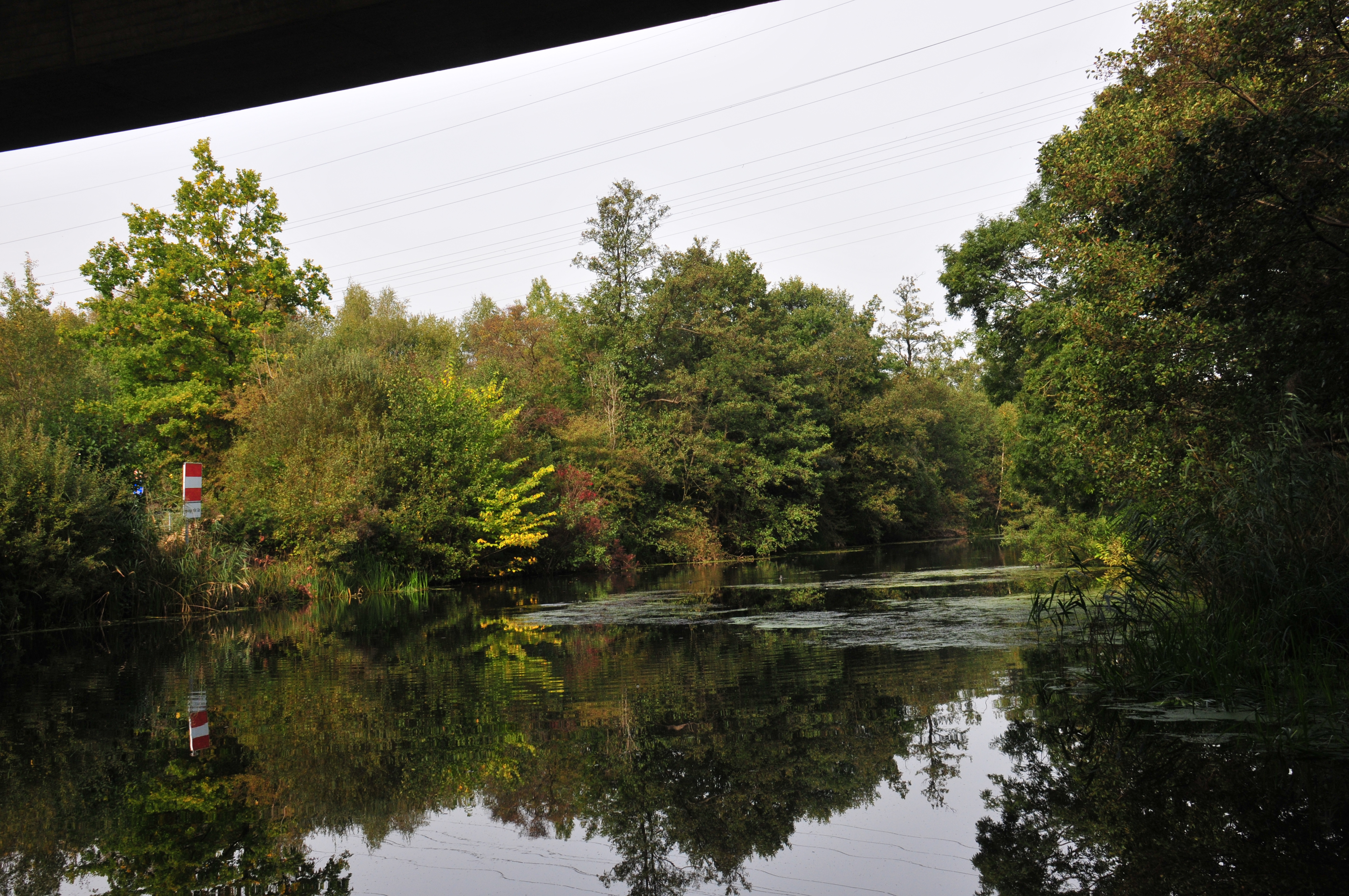
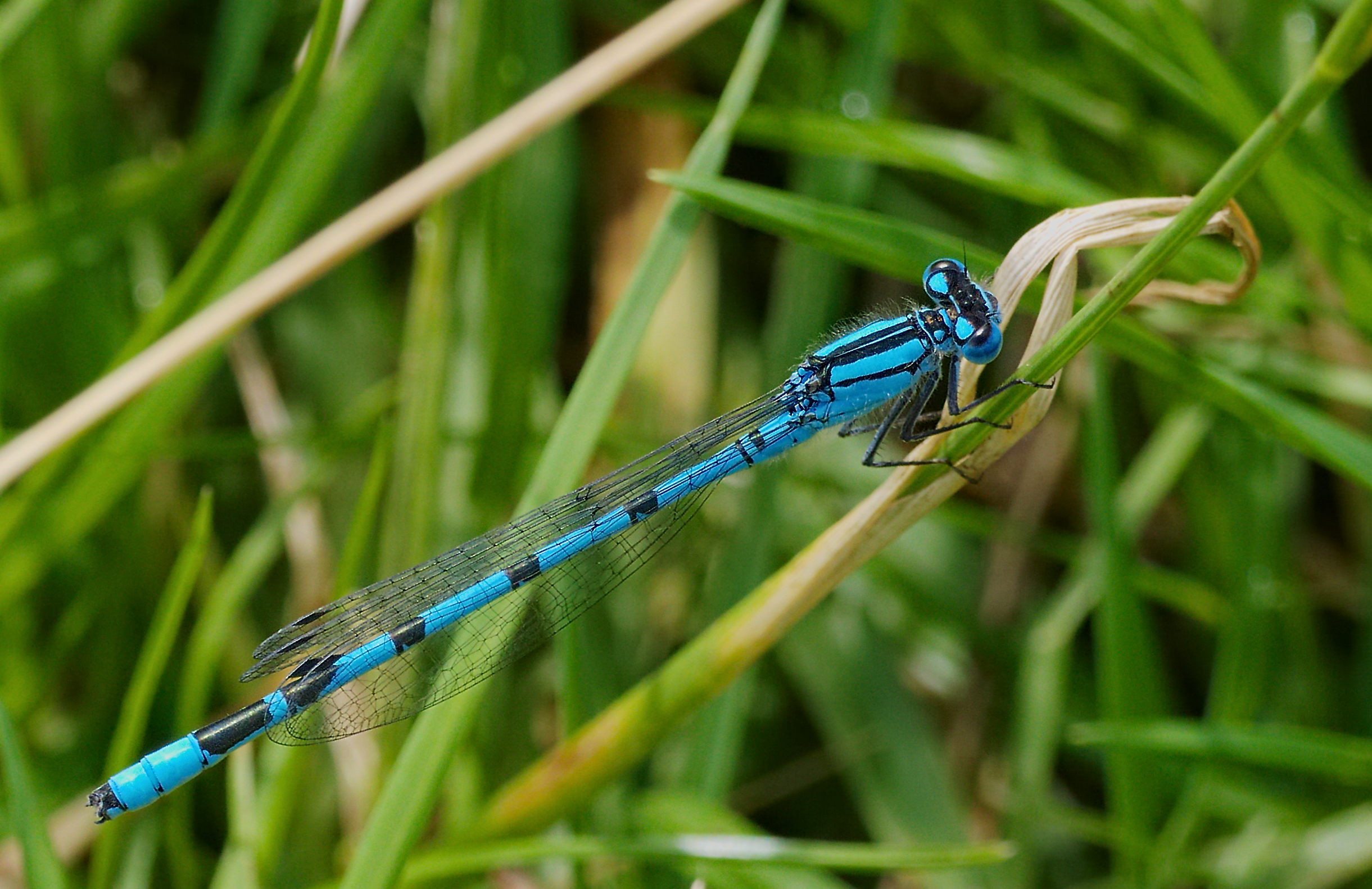